# Heteroclinus roseus
Heteroclinus roseus är en fiskart som först beskrevs av Günther, 1861.  Heteroclinus roseus ingår i släktet Heteroclinus och familjen Clinidae. IUCN kategoriserar arten globalt som livskraftig. Inga underarter finns listade i Catalogue of Life.